# Giáo hoàng Gioan X
Gioan X (Latinh: Joannes X) là vị giáo hoàng thứ 121 của Giáo hội Công giáo. Sau khi Giáo hoàng Landonus chết một cách bí ẩn, Joannes X được đưa lên làm Giáo hoàng.
Theo niên giám tòa thánh năm 1806 thì ông đắc cử Giáo hoàng năm 914 và ở ngôi Giáo hoàng trong 14 năm 2 tháng. Niên giám tòa thánh năm 2003 xác định triều đại của ông kéo dài từ tháng 3 năm 914 cho tới tháng 5 năm 928.
Giáo hoàng Joannes X sinh tại Tossignano, Ý vào năm 860. Ông là Giám mục Bôlônia, rồi năm 905 làm tổng Giám mục Ravenna. Ông được bầu làm Giáo hoàng vào năm 914 dưới ảnh hưởng của dòng họ Tusculum.
Ông đã tổ chức một liên minh với Italia và thân chinh chống lại quân Saracens, đánh chúng thua tan tác trên sông Garigliano. Năm 921 Giáo hoàng Gioan X khiển trách toà Giám mục Colonia về tội đã không nhanh chóng để cho vua xứ Lorraine là Carrôlô Đơn Sơ chỉ định Giám mục Liège. Ông cũng nổi tiếng vì đã cứu được Rôma khỏi tay Marozia. Ông còn muốn trao vương miện cho hoàng đế Hugue xứ Provence.
Sau khi nguyên lão nghị viện Theophylaco cai thiệp vào công việc của Giáo hội (900-915) đến lượt con rể ông ta là Alberico I, quận công xứ Spoleta lũng đoạn Giáo hội từ năm 915 đến 932. Người ta cho rằng chính Théodora, vợ của Theophylaco (vốn có nhiều tình nhân khác nữa) đã đem Gioan X từ Ravenna về Roma để được tôn làm Giáo hoàng, nhằm thỏa mãn dục vọng của bà một cách thuận lợi hơn.
Sau đó cũng chính Théodora đã cho thủ tiêu Gioan X vì ông chống đối bà. Ông bị Marozia, con gái nguyên lão nghị viện Theophylaco, vợ hầu tước Albéric de Spolète sai người bóp cổ đến chết dưới một chiếc gối vào năm 928, rồi sau đó Théodora và Marozia đã đưa lên ngôi hai Giáo hoàng ngắn hạn, trong đó có Gioan XI (931-935) được cho là là con hoang của chính Marozia với Giáo hoàng Sergius III (904 – 911).
Một tài liệu khác cho rằng, ông bị giết trong tù vì từ chối ủng hộ các âm mưu xấu xa. Có lẽ ông là con của Marozia và Giáo hoàng Sergius III.
Giáo hoàng John X đã có những câu chuyện tình với cả Theodora và con gái của bà là Marozia, theo Liutprand, Giám mục của Cremona trong cuốn Antapodosis của ông thì: " lần đầu tiên một giáo hoàng được dựng lên bởi một người phụ nữ và bây giờ bị tiêu diệt bởi chính con gái của bà ta" ("The first of the popes to be created by a woman and now destroyed by her daughter").